# ケーアッププロモーション
ケーアッププロモーション （K-UP PROMOTION）はかつて存在した日本の芸能事務所。
現在はアップフロントグループの関連会社でモーニング娘。などが所属しているアップフロントプロモーション（旧：アップフロントエージェンシー）のお笑い部門となっている。

## K-UP事業部タレント一覧
- タイムマシーン3号（山本浩司、関太）
- 上々軍団（岡見時秀、鈴木啓太）
- ニレンジャー
- めんこい内村
- サミットクラブ

## 過去の所属タレント
- 東京ビンゴビンゴダイナマイトジャパン
- チッチポッポイエスマンズ
- 練馬タートルズ （退社後は「コンパス」というコンビ名に改名し、ユニバースに所属）
- ツインクル（現在はSMA NEET Project所属）